# Médaille Marie-Tremaine
 (août 2021).
Si vous disposez d'ouvrages ou d'articles de référence ou si vous connaissez des sites web de qualité traitant du thème abordé ici, merci de compléter l'article en donnant les références utiles à sa vérifiabilité et en les liant à la section « Notes et références ».
La Société bibliographique du Canada attribue la médaille Marie-Tremaine pour services exceptionnels rendus à la cause de la bibliographie canadienne et pour des publications de haute qualité dans ce domaine, soit en français, soit en anglais.

## Lauréats
- 1970 : Marie Tremaine
- 1973 : John Ellis Hare et Jean-Pierre Wallot
- 1975 : Bruce Braden Peel
- 1977 : William F.E. Morley
- 1979 : Reginald Eyre Watters
- 1981 : Olga Bernice Bishop
- 1983 : Alan F. J. Artibise
- 1985 : Douglas Grant Lochhead
- 1987 : Agnes Cecilia O'Dea
- 1988 : Sandra Alston
- 1989 : Gloria Strathearn
- 1990 : Claude Galarneau
- 1992 : Patricia Fleming
- 1993 : Joan Winearls
- 1994 : Paul Aubin
- 1996 : Ernie Ingles
- 1999 : Carl Spadoni
- 2000 : Bertrum H. MacDonald
- 2001 : Yvan Lamonde
- 2002 :…
- 2012 : Marcel Lajeunesse